# Ниједан прави Шкот
Ниједан прави Шкот (енгл. No true Scotsman) представља логичку грешку, која настаје као ад хок покушај да се одржи неоснован став. Када се нађе контрапример универзалној тврдњи („ниједан Шкот не би урадио тако нешто“), уместо да се порекне контрапример или одбаци оригинална универзална тврдња, ова логичка грешка мења субјекта тврдње да се искључи појединачни случај, без позивања на неко објективно правило („ниједан прави Шкот не би урадио тако нешто“). Ова логичка грешка се може користити да би се изнели непотребни захтеви.

## Примери
Прост пример ове грешке:
Особа А: „Ниједан Шкот не ставља шећер у своју кашу“.
Особа Б: „Ја сам Шкот и ја стављам шећер у своју кашу“.
Особа А: „Онда, ниједан прави Шкот не ставља шећер у своју кашу“.
Као чест пример политичке примене ове логичке грешке је тврдња да „ниједна демократија не започиње рат“, а онда се праве разлике између зрелих или „правих“ демократија, које никада не започињу ратове, и „демократија у настајању“, које их могу започињати.

## Порекло
Употребу овог термина је разрадио британски филозоф Ентони Флу:
Замислите Хамиша Макдоналда, Шкота, како седи са својим Глазгов морнинг хералдом и види чланак како „брајтонски сексуални манијак поново напада“. Хамиш је шокиран и тврди да „ниједан Шкот не би урадио тако нешто“. Следећег дана седа да би поново читао свој Глазгов морнинг хералд; и овај пут проналази чланак о човеку из Абердина чије бруталне акције чине да брајтонски сексуални манијак изгледа као џентлмен. Ова чињеница показује да је Хамиш погрешио, али да ли ће он ово признати? Вероватно не. Овај пут он каже: „ниједан прави Шкот не би урадио тако нешто“.